# Viscount Mountgarret
Viscount Mountgarret ist ein erblicher britischer Adelstitel in der Peerage of Ireland.

## Verleihung, nachgeordnete und weitere Titel
Der Titel wurde am 23. Oktober 1550 für Hon. Richard Butler, den jüngeren Sohn des Piers Butler, 8. Earl of Ormonde, geschaffen.
Der 12. Viscount wurde am 20. Dezember 1793 zum Earl of Kilkenny erhoben, ebenfalls in der Peerage of Ireland. Dieser Titel erlosch bereits bei seinem Tod am 16. Juli 1846, die Viscountcy fiel an seinen Neffen als 13. Viscount.
Dem 14. Viscount wurde am 20. Juni 1911 in der Peerage of the United Kingdom der Titel Baron Mountgarret, of Nidd in the West Riding of the County of York, verliehen. Im Gegensatz zur irischen Viscountcy war dieser Titel bis 1999 mit einem erblichen Sitz im House of Lords verbunden. Die Baronie wird als nachgeordneter Titel des Viscounts geführt.

## Liste der Viscounts Mountgarret und Earls of Kilkenny

### Viscounts Mountgarret (1550)
- Richard Butler, 1. Viscount Mountgarret (1500–1571)
- Edmund Butler, 2. Viscount Mountgarret († 1602)
- Richard Butler, 3. Viscount Mountgarret (1578–1651)
- Edmund Butler, 4. Viscount Mountgarret (1595–1679)
- Richard Butler, 5. Viscount Mountgarret (died 1706)
- Edmund Butler, 6. Viscount Mountgarret (1663–1735)
- Richard Butler, 7. Viscount Mountgarret (1685–1736)
- James Butler, 8. Viscount Mountgarret (1686–1749)
- Edmund Butler, 9. Viscount Mountgarret (1687–1751)
- Edmund Butler, 10. Viscount Mountgarret († 1779)
- Edmund Butler, 11. Viscount Mountgarret (1745–1793)
- Edmund Butler, 12. Viscount Mountgarret (1771–1846) (1793 zum Earl of Kilkenny erhoben)

### Earls of Kilkenny (1793)
- Edmund Butler, 1. Earl of Kilkenny (1771–1846)

### Viscounts Mountgarret (1550; Fortsetzung)
- Henry Edmund Butler, 13. Viscount Mountgarret (1816–1900)
- Henry Butler, 14. Viscount Mountgarret (1844–1912)
- Edmund Butler, 15. Viscount Mountgarret (1875–1918)
- Piers Butler, 16. Viscount Mountgarret (1903–1966)
- Richard Butler, 17. Viscount Mountgarret (1936–2004)
- Piers Butler, 18. Viscount Mountgarret (* 1961)

Mutmaßlicher Titelerbe (Heir Presumptive) ist der Bruder des aktuellen Titelinhabers, Edmund Butler (* 1962).